# Simbolismo fallico

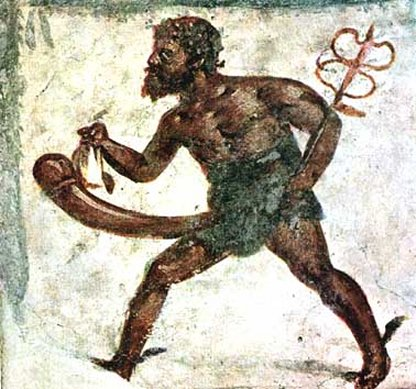
Un murale raffigurante Priapo con gli attributi di Ermes, affresco di Pompei antica

Con simbolismo fallico s'identifica una rappresentazione simbolica dell'organo sessuale maschile in erezione, spesso associata al culto della fertilità.

## Origine ed etimologia

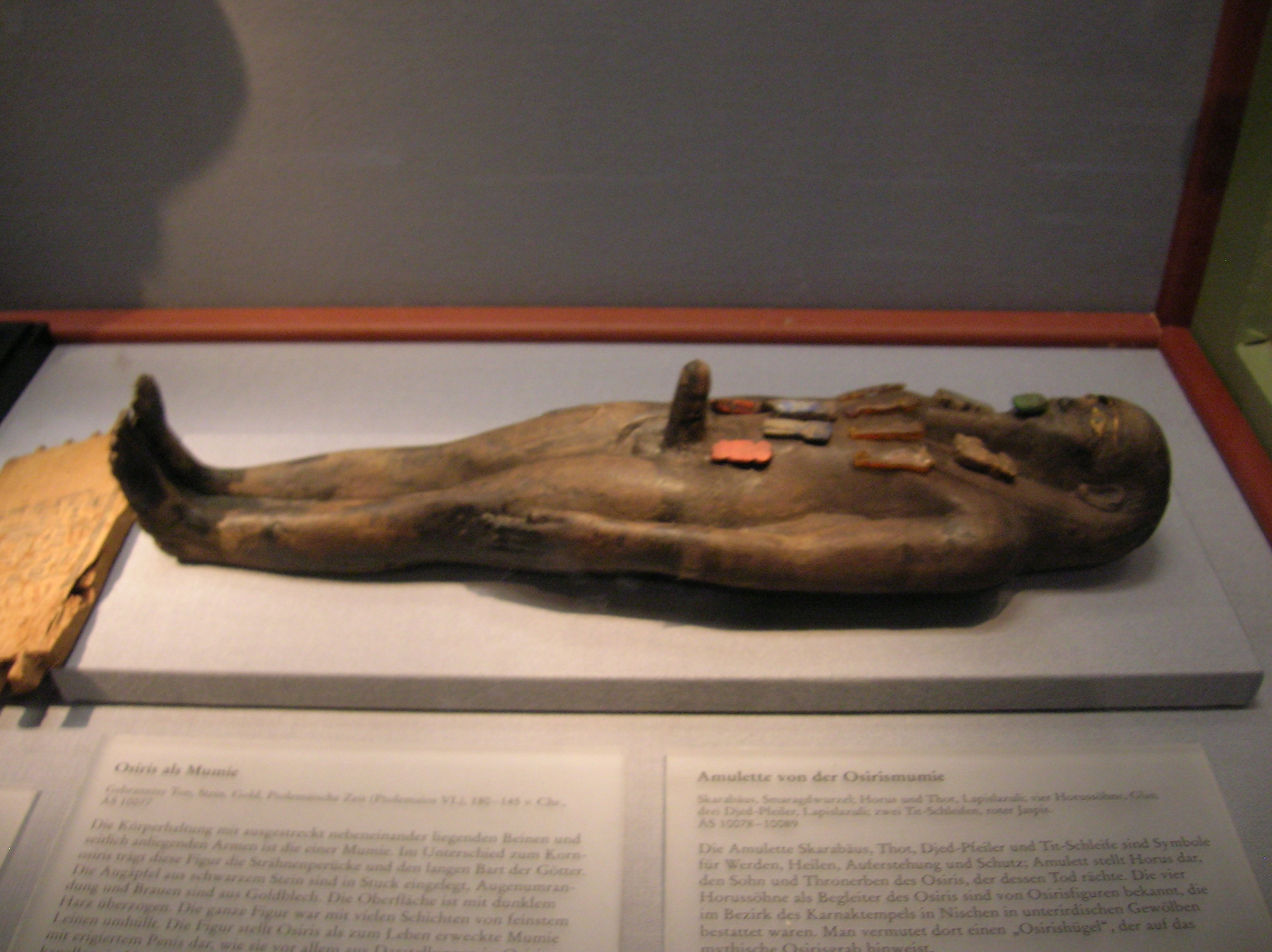
Statuetta di Osiride dotata di fallo eretto

In origine, nelle religioni pagane, il fallo era il simbolo cosmogonico del membro virile in erezione, cui venivano dedicati riti e preghiere, e per secoli è stato oggetto di potere, tabù, mistero. Il termine fallo deriva dal latino phallus, dal greco φαλλός-phallós, da connettersi alla radice del sanscrito phalati (= germogliare, fruttificare) o alla radice della lingua protoindoeuropea bʰel-phal (= gonfiare, gonfiarsi).
Per l'etimologia pene deriva dal latino penis, coda, poi membro virile, (da pes; cfr. il sanscrito vedico pasas, membro virile, greco pésos, lituano písti, coito) e possiede una energia incontrollabile e misteriosa, in grado di procreare. Secondo l'antico grammatico Festo, penis deriverebbe da pendere, perché pende come una coda.

In latino il termine ha la stessa radice di falsum, e significa: commettere un errore, sbagliarsi, ovvero ingannare, circoscrivere, gabbare qualcuno in qualcosa (in alcuni testi con connotazione a carattere sessuale).

## Archeologia

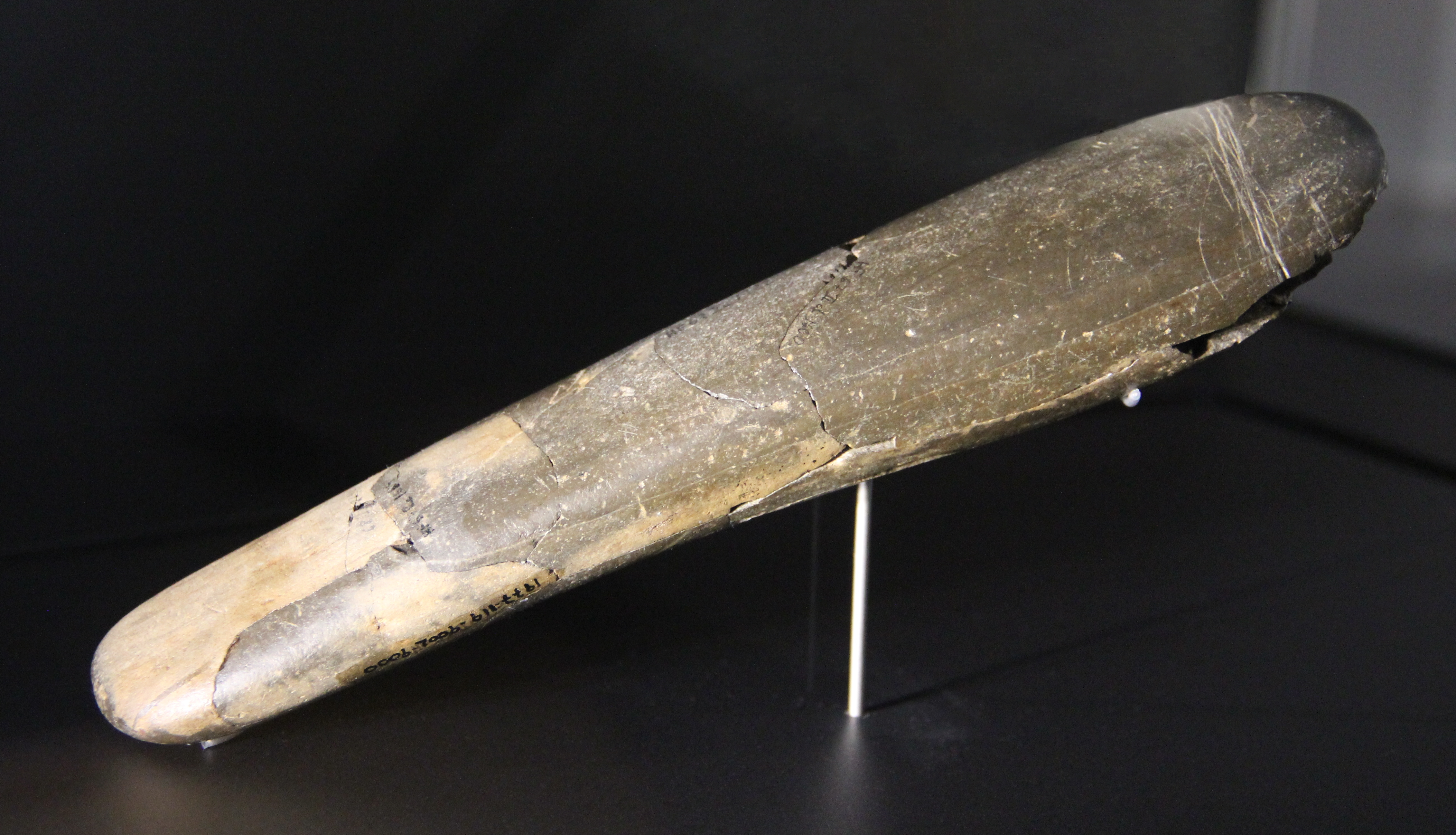
Riproduzione di fallo, ritrovamento archeologico della grotta di Hohle Fels in Germania

Un fallo in siltite risalente all'incirca a 28000 anni fa è stato scoperto all'interno della grotta di Hohle Fels (la stessa della Venere steatopigia) nel sud della Germania; è a tutt'oggi la più antica rappresentazione fallica nota.

## Religione

### Antichità
Nell'antichità si ritrovano in ogni parte del mondo moltissime tracce dell'adorazione del fallo-pene, che non veniva affatto considerato un'"oscenità" come è stato poi dal Medioevo in poi, ma anzi una rappresentazione spesso religiosa: gli obelischi in Egitto, i monumenti di Delo, le costruzioni falliche in Persia e Fenicia, le torri d'Irlanda e Scozia, i monoliti in Francia e Corsica, i sassi piantati a Cuzco o nelle Indie, alcuni edifici Polinesiani e Giapponesi, alcune monete macedoni, le tombe etrusche, i Dolmen in Gran Bretagna, Sardegna, Malta e Spagna, i cippi agricoli in Puglia, Albania e Grecia oltre a testimonianze sulla religione orgiastica di Dioniso e nei baccanali. 
Del culto vero e proprio se ne sa molto poco, ma le pitture della villa dei Misteri a Pompei, anche se riproduzioni tardive (5 secoli dopo), per esempio ci danno un'idea dei riti antichi romani. 

Tutto ciò che si erige, quindi, sembra essere un riferimento fallico, almeno secondo l'interpretazione di Sigmund Freud, ora confutata su più fronti e da vari autori.
Questa energia incontrollabile tramutò completamente all'arrivo del cristianesimo, che affermava la superiorità di Dio sull'uomo. Tuttavia diversi papi cattolici eressero a loro volta obelischi, sicuramente senza nemmeno sapere che cosa queste strutture rappresentassero all'inizio: Papa Sisto V durante il suo papato (1585-1590) fu artefice dell'erezione di 4 obelischi, fra cui l'Obelisco Vaticano, il più alto dei quattro (è alto 40 metri e pesa 1500 quintali), che si erge tuttora in piazza San Pietro a Roma, al centro dell'immenso colonnato del Bernini di fronte alla basilica di San Pietro in Vaticano.

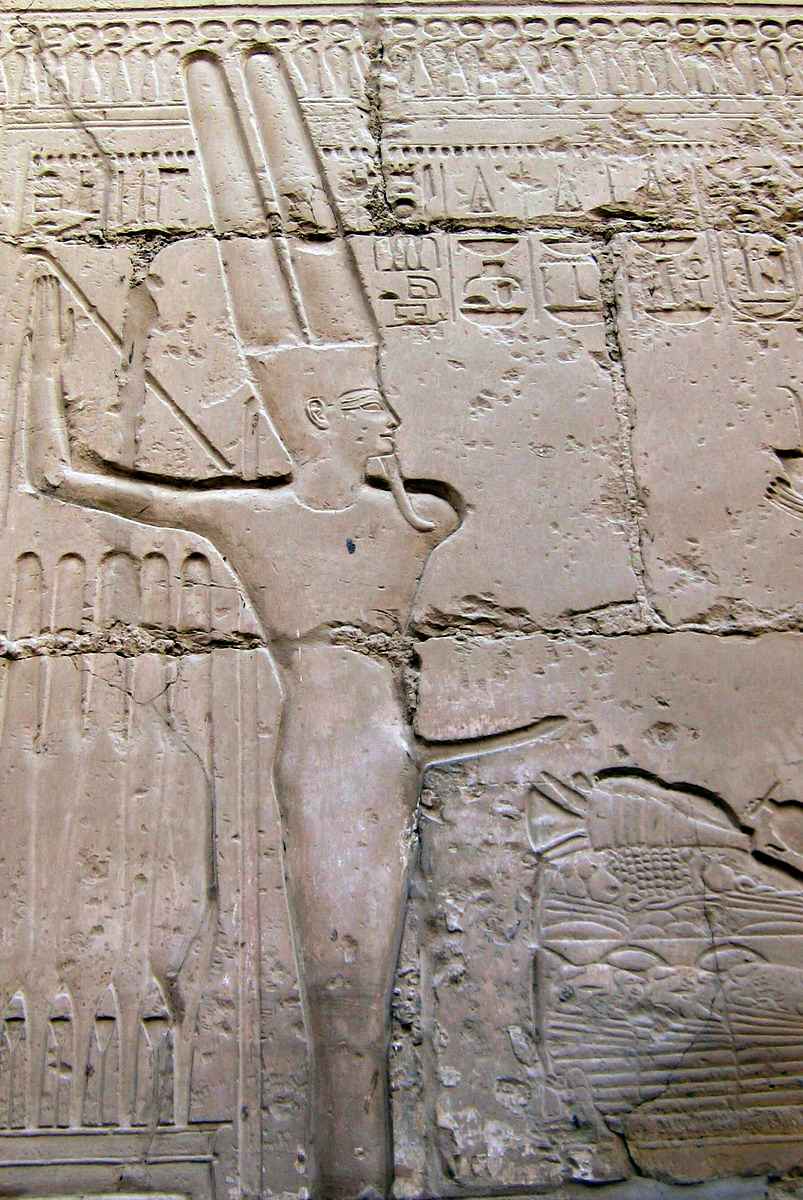
Rappresentazione itifallica di Min, dio della fertilità maschile nell'antico Egitto

### Antico Egitto
Nell'antichissima religione egizia, il fallo svolge un ruolo di primaria importanza, specialmente nel culto del dio Osiride: quando il corpo del dio dell'oltretomba fu tagliato in 14 pezzi da Seth, questi vennero sparpagliati per tutto il paese, tanto che la moglie-sorella Iside dovette andare a recuperarli uno per uno, con forza formidabile; non ritrovò però il pene del marito, che era stato inghiottito da un pesce (così com'è narrato nel mito di Iside e Osiride). 
Presumibilmente la dea lo sostituì quindi con una sua rappresentazione in legno.
Il dio Min è stato spesso raffigurato come itifallico, cioè con pene eretto, e veniva celebrato spesso dai docenti nell'insegnare la sessualità ai bambini.
Lo storico greco Callisseno di Rodi racconta di aver visto, mentre si trovava ad Alessandria d'Egitto nel 275 a.C., una festa dionisiaca, durante la quale un fallo d'oro lungo addirittura 60 metri con in cima una stella d'oro fu portato in processione per tutta la città, davanti a mezzo milione di persone che intonavano inni in suo onore.

### Mesopotamia e Medio Oriente
Per i Babilonesi, il dio Enki aveva creato i due fiumi Tigri e l'Eufrate proprio grazie alla forza del suo pene.
Gli Assiri e i Fenici invece adoravano Kmul, divinità dall'enorme membro e perciò potente generatore della vita.
Nella biblica Canaan i re mangiavano il pene del predecessore per assimilarne il potere.
Il satirico Persio, per designare i testicoli, usò proprio un diminutivo di testes (plurale), quasi a significare i due testimoni dell'atto sessuale (per questo uso cfr. anche il poeta rinascimentale Pietro Aretino). Da qui derivano i termini presenti nella lingua italiana "testicoli" e "testimone", dalla stessa radice etimologica.

### Antichità classica

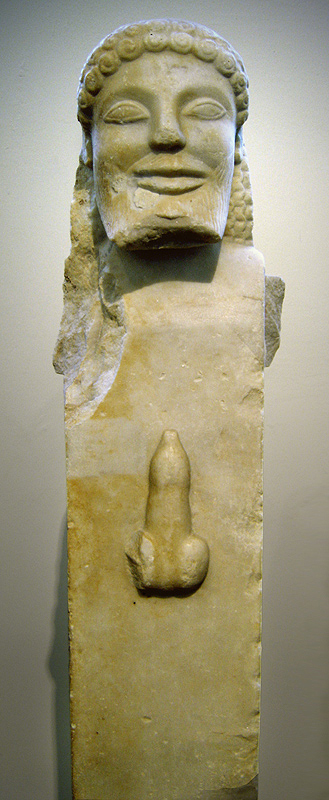
Erma con fallo ben visibile.

Nel mondo antico e classico e poi nella cultura greco-romana, il fallo era ritenuto l'origine della vita, e perciò nulla di cui provare vergogna ma anzi da lodare, in quanto considerato il generatore del seme: a ciò è dovuta la leggenda secondo cui le antiche civiltà lo trasformano in divinità.

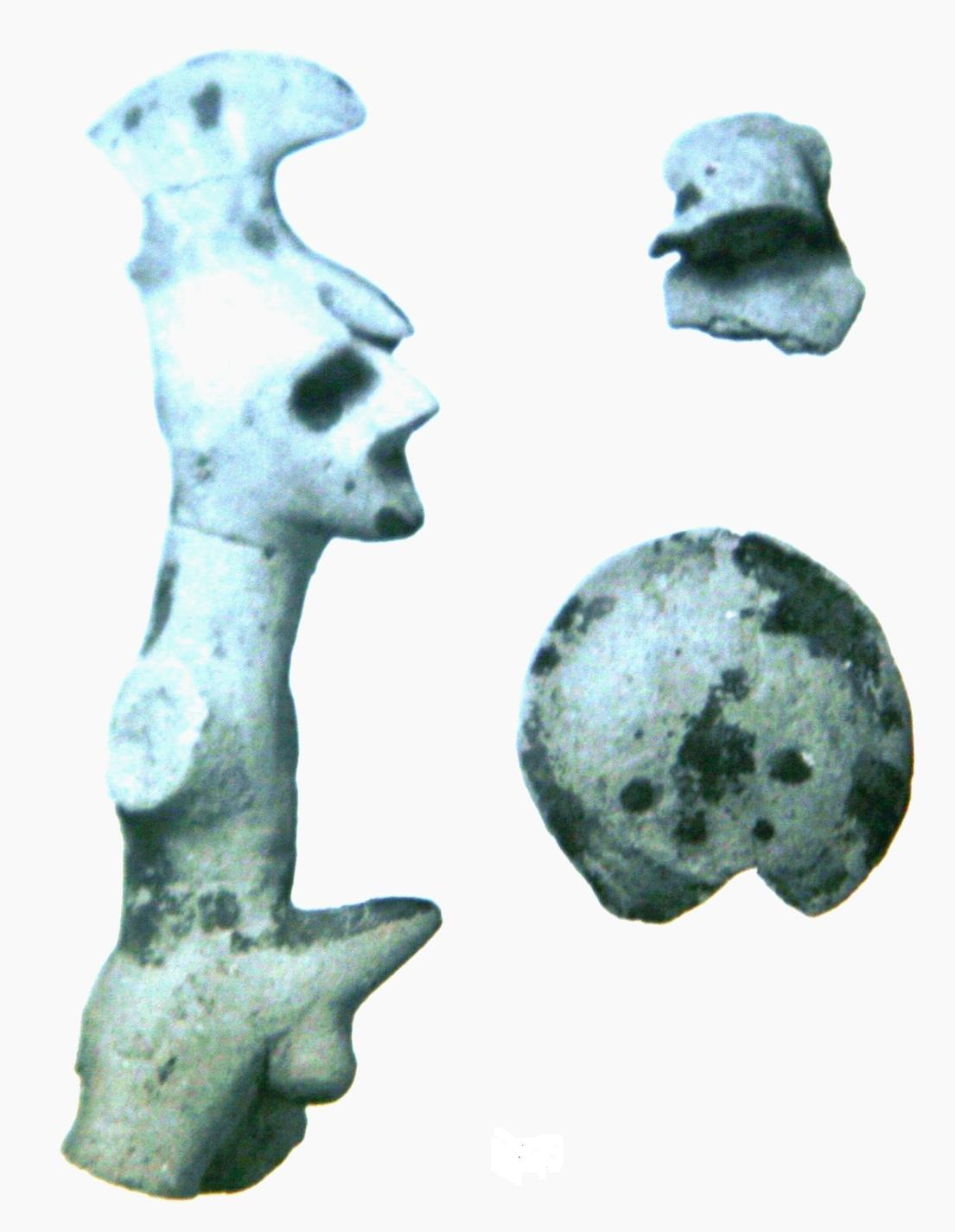
Figurina fittile di un guerriero itifallico

#### Antica Grecia
Nella tradizione derivante dalla mitologia greca il dio Ermes, signore dei confini e degli scambi commerciali (comunemente denominato "messaggero degli dei") è considerato una divinità fallica dall'associazione con le rappresentazioni che ne vengono fatte sulle erme, grandi pilastri fallici. Lo stesso figlio del dio, il mezzo-capro Pan, è stato spesso raffigurato come avente un fallo eretto di dimensioni esagerate.

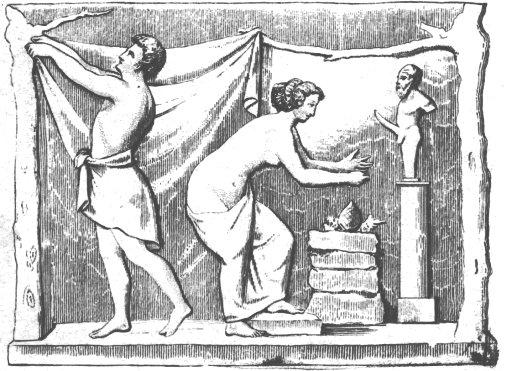
Rappresentazione di un atto votivo a Priapo

Priapo è un dio greco della fertilità il cui simbolo è un grande fallo eretto; dal suo nome deriverà anche il termine medico priapismo, disturbo consistente in un'incontrollabile erezione. Questo figlio di Afrodite e Dioniso (o Adone, a seconda delle differenti versioni del mito originale), è il protettore del bestiame, della piante da frutto e dei giardini, oltre che dei genitali maschili. Priapo, originario forse del Mar Nero, si trasferì prima in Grecia e poi a Roma, dove si confuse con il dio locale Mutinus Tutunus e a volte persino con lo stesso Pan (entrambi fanno difatti parte del grande corteo dionisiaco). A Roma, ove assunse l'aspetto di un satiro, si celebravano in suo onore i Lupercali.
I Greci celebravano le falloforie, processioni in cui enormi falli erano trasportati durante riti per incrementare i raccolti agricoli.

#### Antica Roma

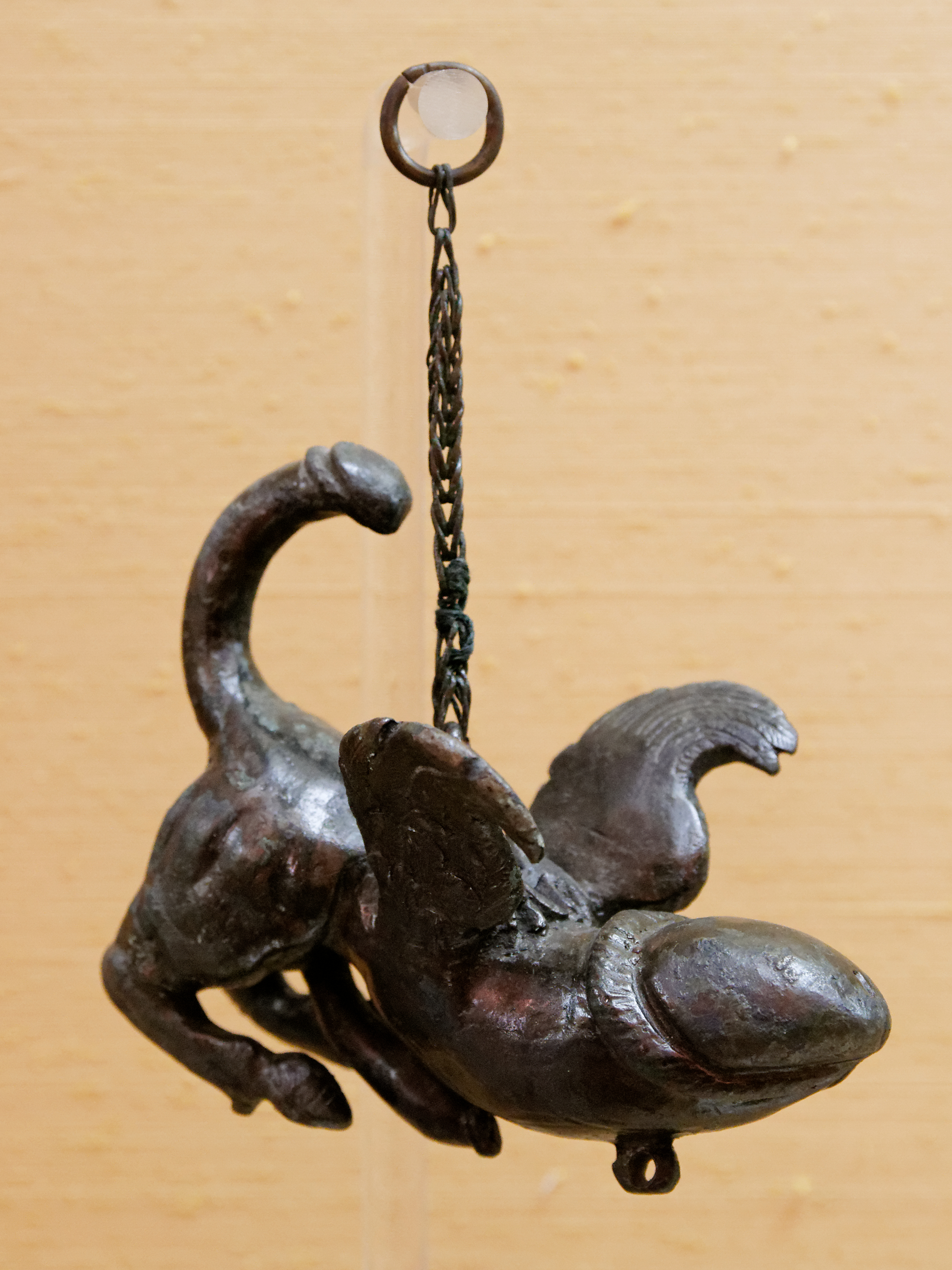
Tintinnabulum pompeiano a forma di fallo volante.

Nell'arte romana, il fallo veniva spesso raffigurato in affreschi e mosaici, generalmente posti anche all'ingresso di ville ed abitazioni patrizie. Il pene eretto era infatti considerato un amuleto contro invidia e malocchio. Inoltre, il culto del membro virile eretto, nella Roma antica era molto diffuso tra le matrone di estrazione patrizia a propiziare la loro fecondità e capacità di generare la continuità della gens. Per questo, il fallo veniva usato anche come monile da portare al collo o al braccio. Sempre a Roma, le vergini patrizie, prima di contrarre matrimonio, facevano una particolare preghiera a Priapo, affinché rendesse piacevole la loro prima notte di nozze
Onnipresente nella cultura romana, in particolare sotto forma di fascinus. Le rovine dell'antica Pompei hanno portato alla luce i tintinnabula (Tintinnabulum) , una specie di sonaglio azionato dal vento e composto da più campanelle legate ad un'unica struttura dalle caratteristiche forme falliche; venivano usati per scongiurare le influenze malevoli: la statue di Priapo custodivano in modo simile i giardini privati delle ville patrizie.
I bambini e ragazzini romani portavano con sé la bulla, un amuleto indossato come medaglione contenente un fascinus fallico, questo fino a quando non entravano formalmente nell'età della giovinezza. Secondo Agostino di Ippona il culto del pater Liber, che presiedeva l'ingresso del cittadino nella virilità politica e sessuale, coinvolgeva anche il fallo.
La divinità fallica Mutunus Tutunus presiedeva al sesso coniugale. Un fallo sacro è stato tra gli oggetti di vitale importanza per la sicurezza dello Stato romano e veniva conservato gelosamente dalle vestali.
Ancora oggi la città greca di antico dominio romano di Tyrnavos tiene ogni anno una processione fallica o "parata del pene-phallika", un evento tradizionale che si svolge durante i primi giorni della Quaresima.

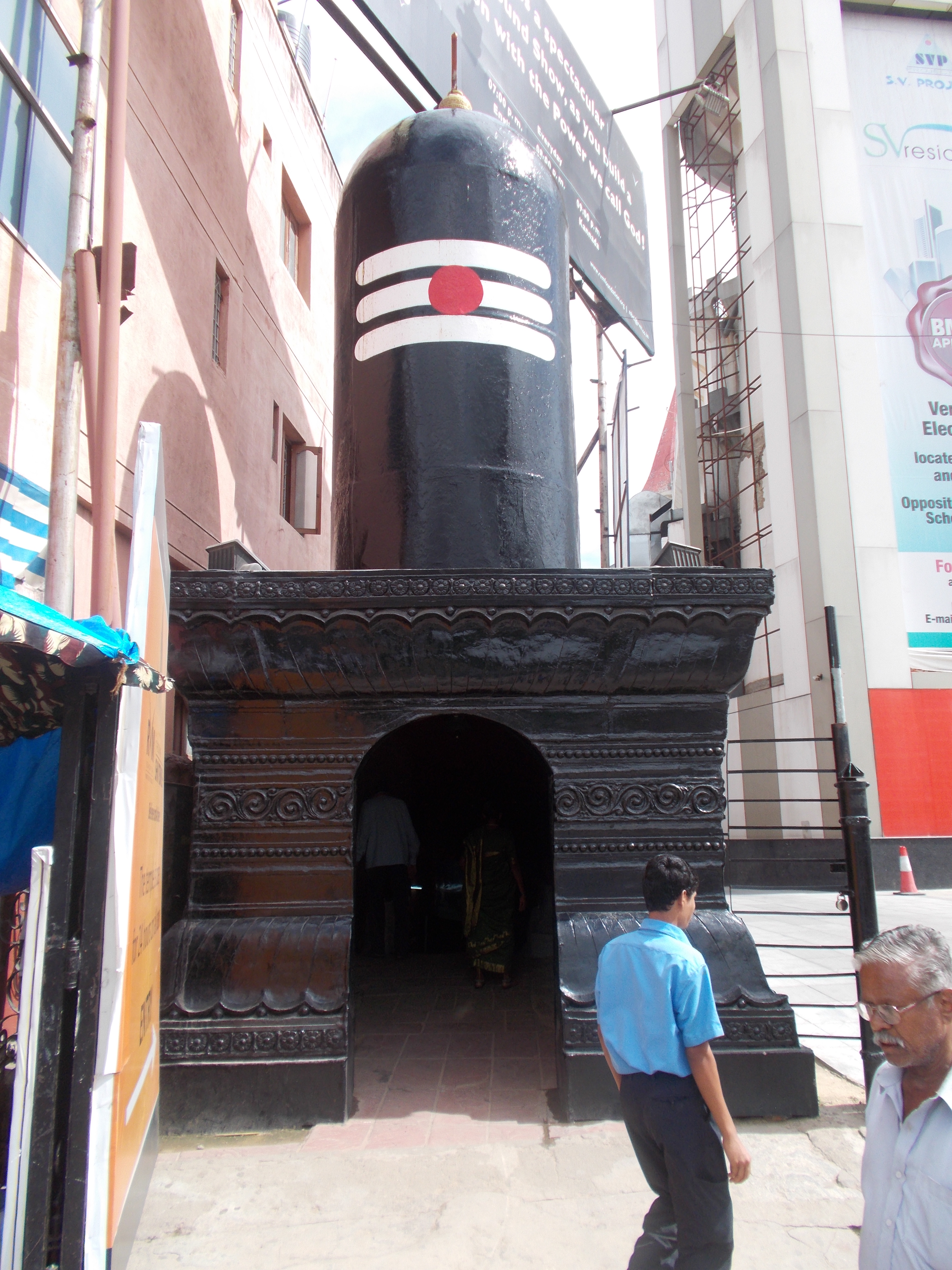
Tempio di Shiva in forma di Linga a Bangalore.

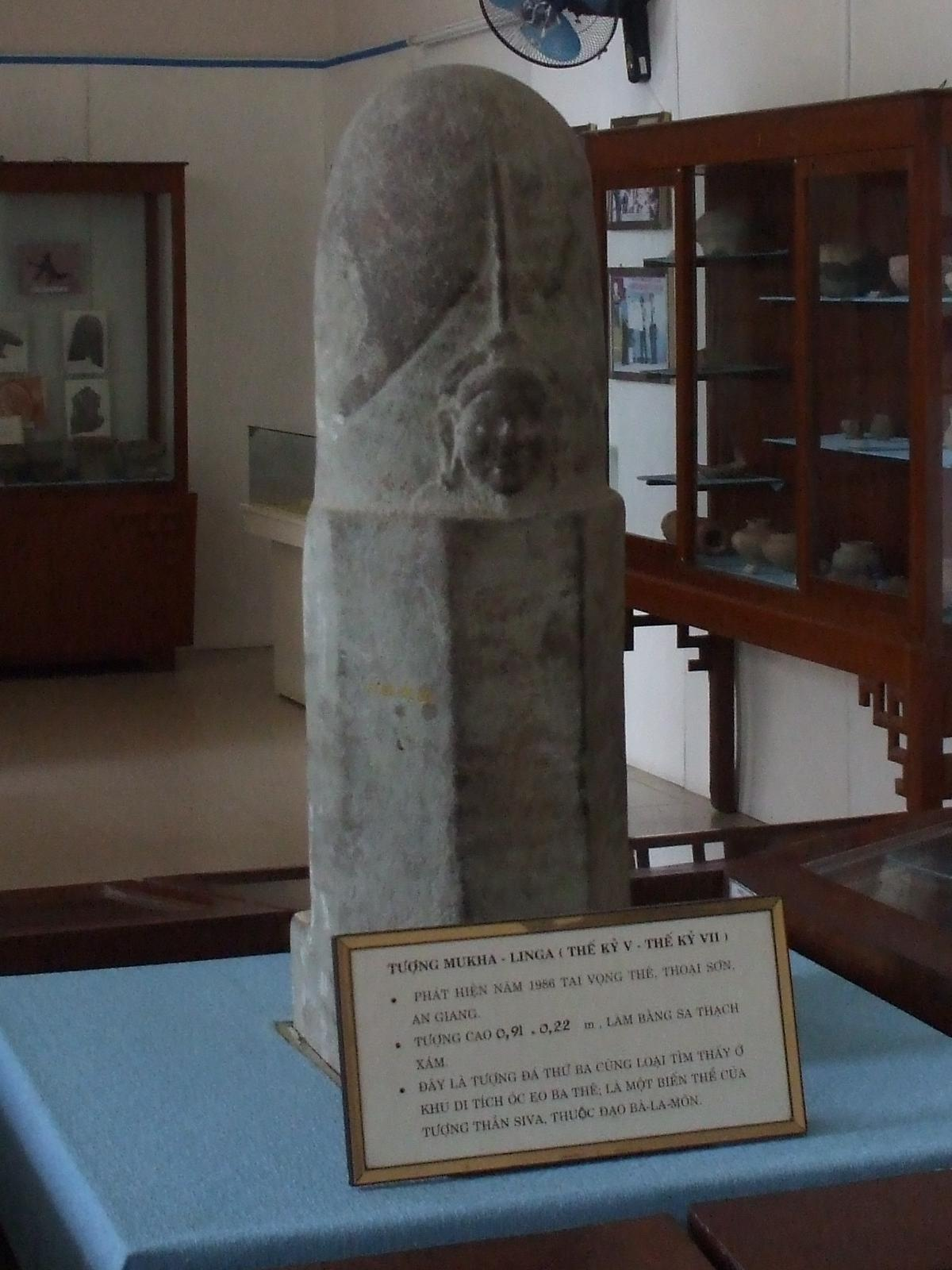
Un linga

### India
Nella cultura Yoga il dio Shiva è considerato "Adi Yogi" (colui che ha imparato lo Yoga) e "Adi Guru" (primo maestro); egli è il primo praticante yogin e il primo Guru della scienza yogica. Nei suoi insegnamenti il dio dà istruzioni molto dirette sulle tecniche per liberare l'anima incarnata dalle limitazioni di corpo e mente e farle vivere la sua vera natura beata; Shiva è considerato con e senza forma ad un tempo: lo Shiva descritto con una forma viene adorato attraverso tutto un sistema di rituali sviluppatisi attorno a lui.
Prove di culti indiani nei confronti di pietre simil-falliche risalgono alla preistoria. Forme di pietra con diverse varietà di "teste" stilizzate o di glande, si ritrovano in molti templi antichi; il celebre lingam conservato nel tempio di Parashurameshwar nel distretto di Chitoor dello Stato dell'Andhra Pradesh, meglio conosciuto come "Gudimallam Linga", è alto circa un metro e mezzo scolpito in una pietra di granito nero lucidato. Risalente al 2300 a.C. è uno dei linga esistenti del periodo pre-buddhista.
Il linga gigante, cilindro fallico quasi naturalistico, si distingue per la sua prominenza bulbosa a forma di glande, ed una forma antropomorfa dell'avatara Parashurama ne è scolpita in rilievo. Nel corso dei secoli lo Shivalingam è divenuto tendenzialmente sempre più stilizzato e ovoidale, rispetto a quelli precedenti il VI secolo i quali mostrano una maggior propensione allo stile naturalistico.

#### Etimologia
"La prova linguistica indica che gli Indù post-vedici non solo hanno adottato la tradizione cultuale del linga dai popoli prevedici non ariani, ma che anche il termine stesso è originario delle lingue austriche" Chakravartin dice inoltre che la parola entrò nella lingua sanscrita assieme a langula-coda, derivazioni della stessa sillaba-radice lang.
Se questa correlazione è accettata sulla base dell'evidente vicinanza fonetica delle parole linga-langula, allora non è difficile riconoscerne neppure l'evoluzione semantica in langul-vomere: l'utilizzo del fallo o organo generativo maschile e l'utilizzo di uno strumento atto a coltivare la terra e fertilizzarla hanno un parallelo simbolico del tutto naturale e spontaneo, per la loro somiglianza sia esteriore che di significato (da una parte la procreazione umana col fallo, dall'altra la crescita della vegetazione col vomere).
Linga di pietra sono stati rinvenuti in diversi siti della civiltà dell'Indo e variano nel formato da quelli giganti di tre metri di lunghezza a pezzi molto piccoli; questi possono essere di steatite, pietra arenaria o argilla cotta ed alcuni i loro sono inconfondibili nella loro interpretazione naturalistica. Il culto fallico si è diffuso nel subcontinente indiano a partire dal periodo Calcolitico ed è stato immediatamente associato ai riti magici religiosi di quel tempo.

### Indonesia
Nell'arcipelago indonesiano il linga fallico e la yoni femminile rimangono simboli comuni di armonia. Il palazzo del sultano-kraton di Kasepuhan, nella provincia di Giava Occidentale, possiede un certo numero di sculture linga-yoni lungo le sue pareti. Secondo le cronache indonesiane di "Babad Tanah Jawi" (Storia della terra di Java) il principe Puger si guadagnò il potere regale divino ingerendo lo sperma direttamente dal fallo del suo predecessore il sultano Amangkurat II di Mataram (1677-1703).

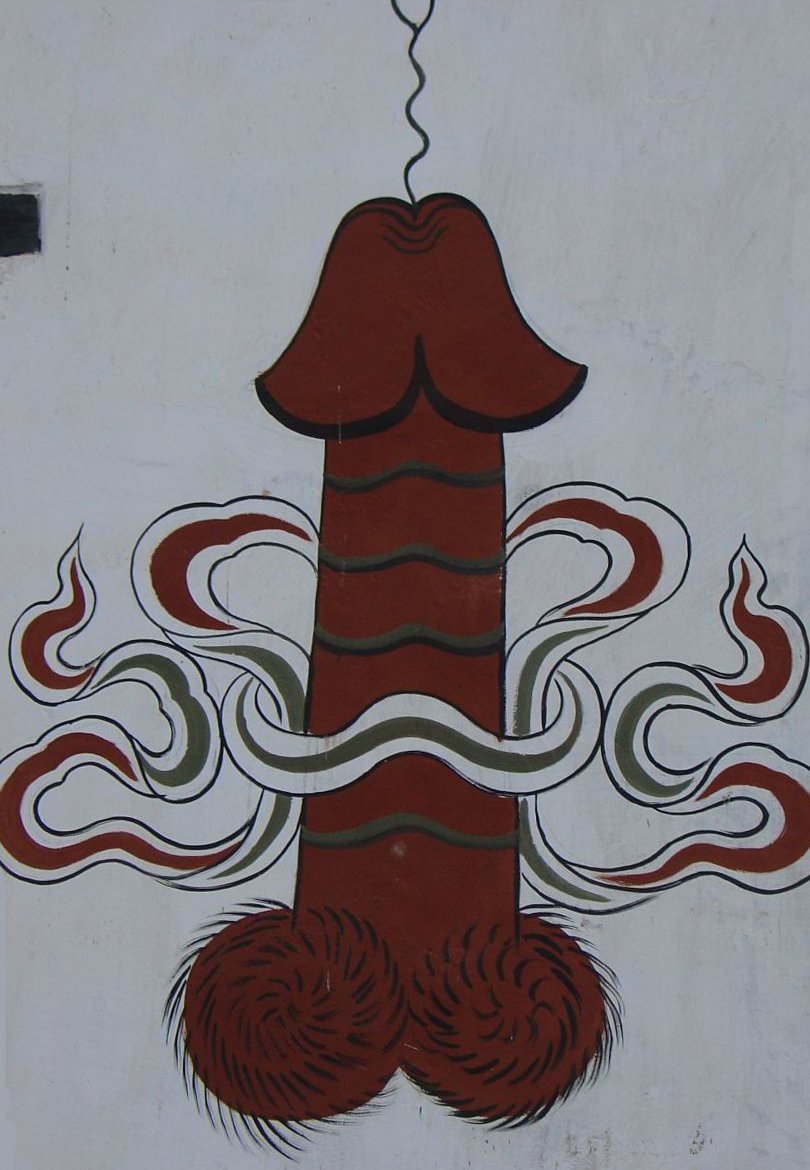
Simbolo fallico dipinto sulle pareti di un'odierna casa bhutanese

### Bhutan
Il fallo è comunemente raffigurato nei dipinti in Bhutan: lo si usa ancora oggi per spaventare e scacciar via gli spiriti maligni.

### Giappone
Il santuario di "Mara Kannon" a Nagato, nella prefettura di Yamaguchi, è uno dei tanti santuari della fertilità presenti in Giappone esistenti ancor oggi. L'adorazione del fallo era storicamente diffusa ed è presente nei festival "Danjiri Matsuri" a Kishiwada, nel Kanamara Matsuri (la festa scintoista del "pene di ferro") a Kawasaki e nell'Hōnen Matsuri a Komari.

### Antica Scandinavia
Il dio della mitologia norrena Freyr è una divinità fallica che rappresenta la fertilità maschile e l'amore sessuale.
Il racconto di "Völsa þáttr" (narrato nel Flateyjarbók e facente parte del Heimskringla) del IX secolo descrive una famiglia norvegese che adora il pene di un cavallo che hanno conservato.
Alcune figure scultoree in pietra, come ad esempio la stele di Stora Hammar e la stele di Tängelgårda, erano di forma fallica.
A Reykjavík si trova il museo fallologico islandese dedicato alle rappresentazioni artistiche dell'organo sessuale maschile.

### Balcani
Kuker è la divinità che personifica la fertilità e a volte assume personalità molteplice. In Bulgaria, uno spettacolo rituale di primavera (una sorta di carnevale della tradizione Kukeri) avviene dopo la messa in scena di uno spettacolo teatrale, in cui il ruolo di Kuker viene interpretato da un uomo abbigliato come piccolo caprone: indossa una maschera cornuta ed è cinto in vita con un grosso fallo di legno.
 Durante il rito vari atti fisiologici sono interpretati, tra cui il rapporto sessuale nella sua qualità di simbolo del matrimonio sacro del dio, mentre la moglie simbolica che appare in stato di gravidanza mima i dolori del parto. Questo rituale inaugura i lavori dei campi - aratura e semina - ed è effettuato con la partecipazione di numerosi personaggi allegorici, tra i quali l'imperatore e il suo seguito.

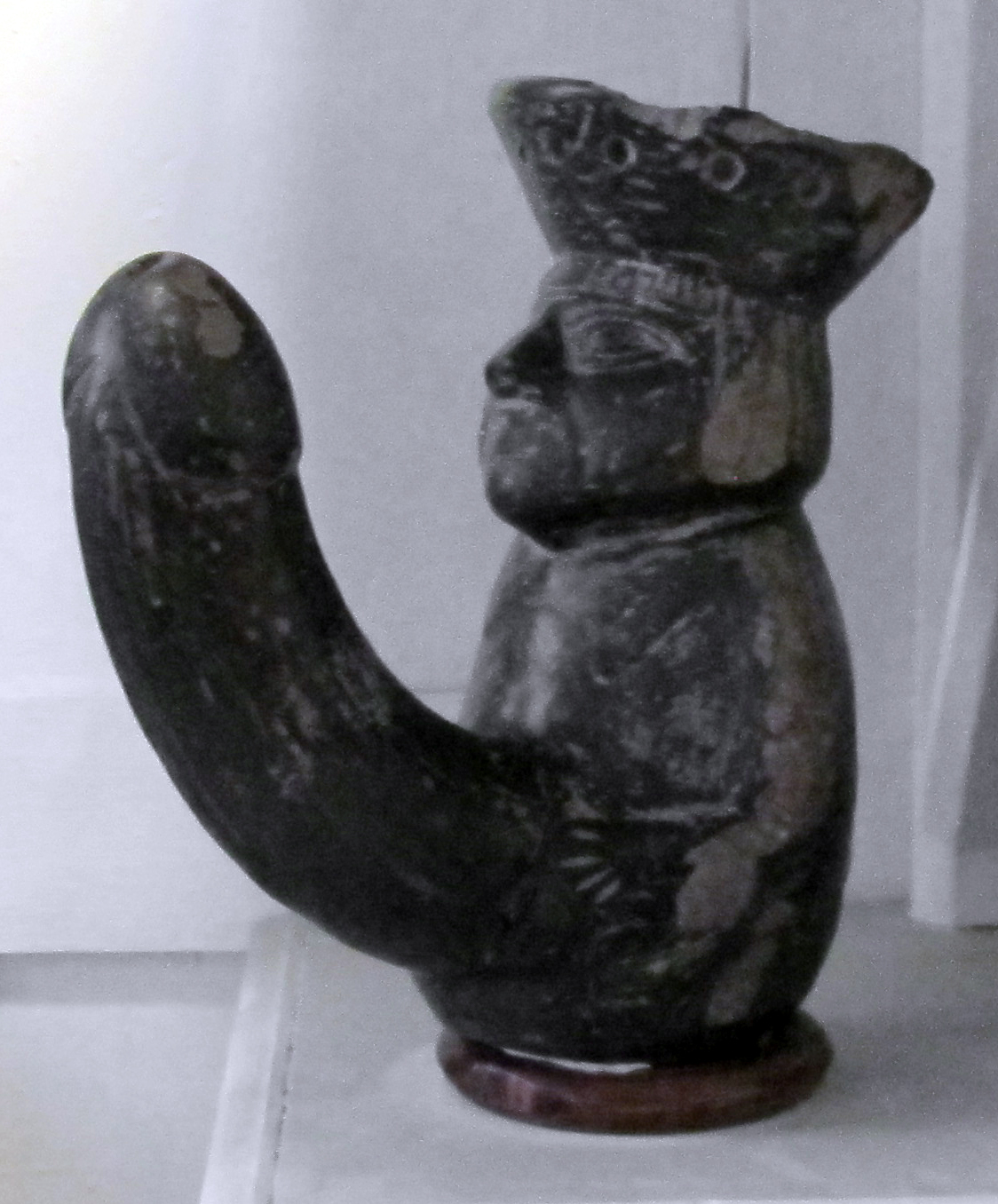
Vaso peruviano di uso funerario.

### America precolombiana
Le figure di Kokopelli e Itzamnà tra le civiltà precolombiane includono spesso contenuti fallici. Inoltre, più di 40 grandi sculture monolitiche (Xkeptunich) sono stati documentati in siti Maya, con la maggioranza degli esempi presenti nella regione Puuc dello Yucatán. Uxmal possiede la più grande collezione di sculture, ben 11; inoltre una scultura che misura 320cm di altezza, con un diametro alla base di 44cm, è stata rinvenuta a Almuchil.

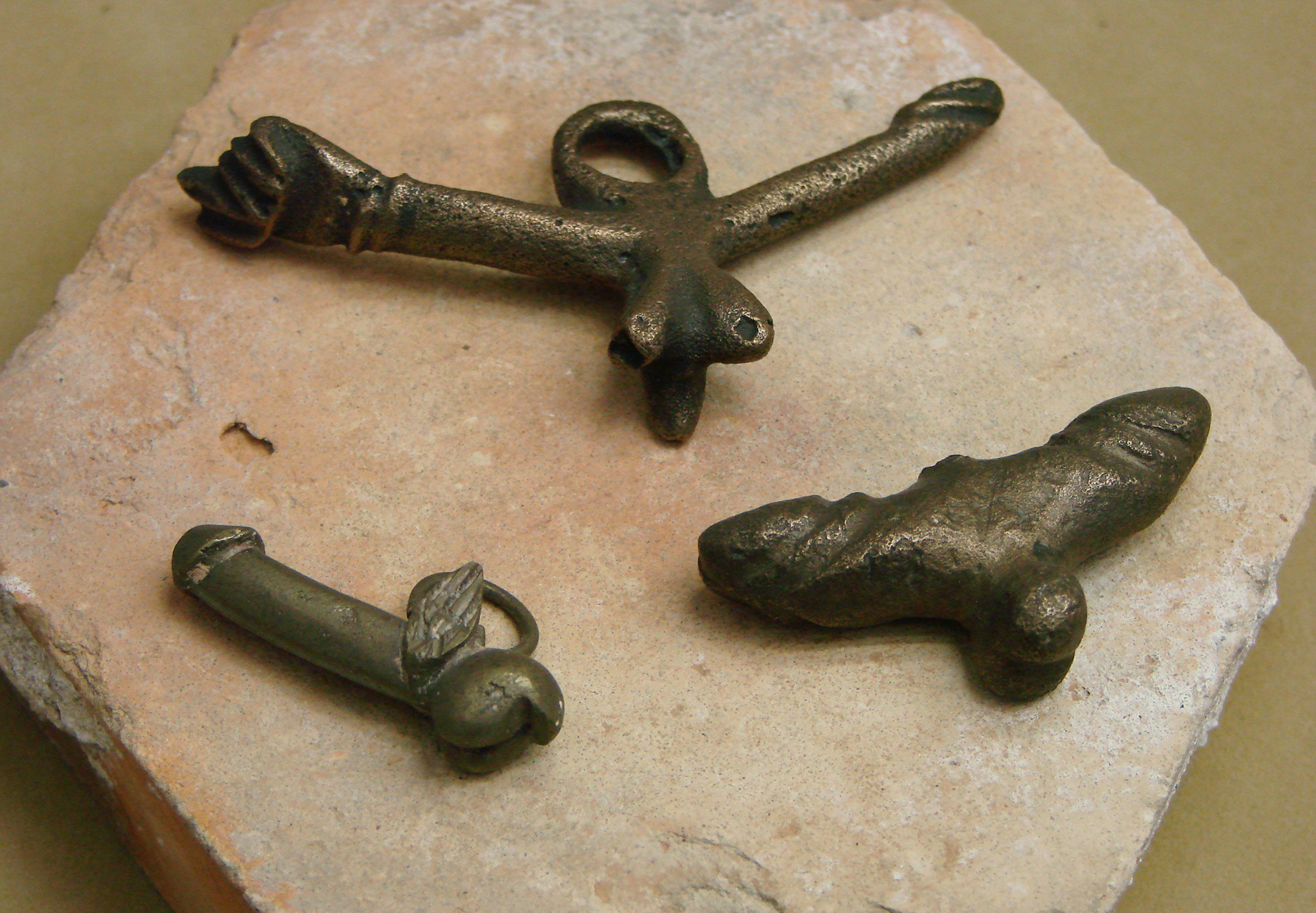
Antichi amuleti propiziatori di arte gallo-romana di forma fallica

### Cristianesimo

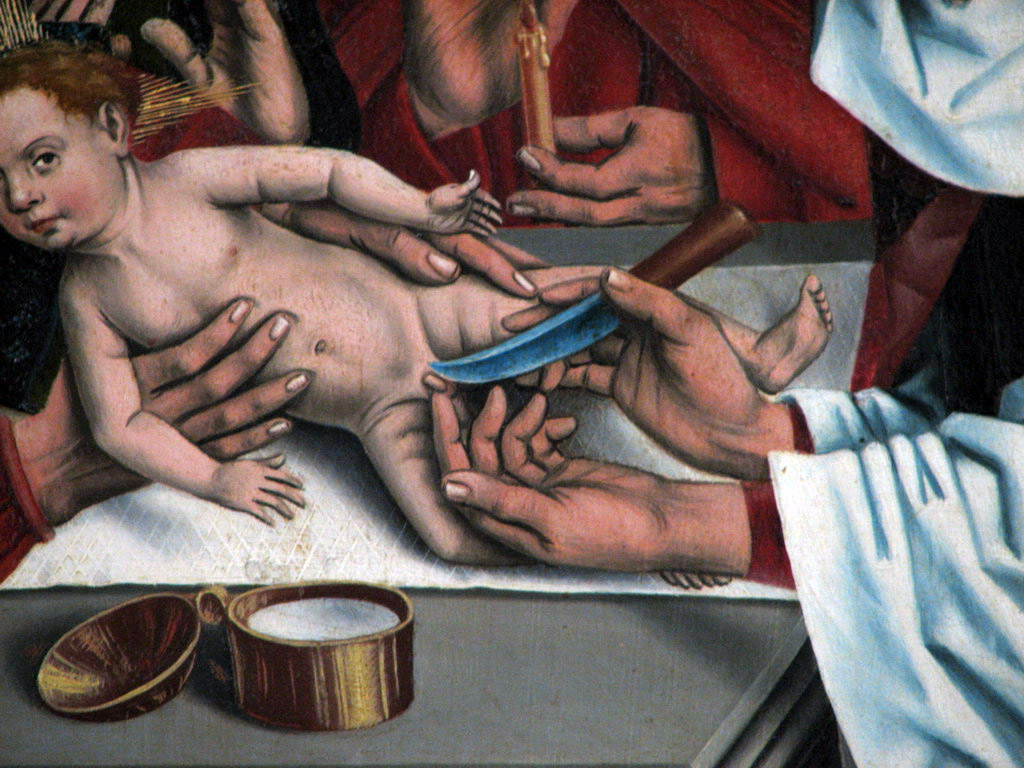
Circoncisione di Cristo (dettaglio) di Friedrich Herlin

Il Santo prepuzio secondo il Vangelo di Luca è uno dei tanti reliquie attribuite a Gesù, un prodotto della circoncisione di Gesù. Secondo la tradizione ebraica, otto giorni (secondo il calcolo degli intervalli di giorni semitico e dell'Europa meridionale) dopo la sua nascita, l'occasione in cui al bambino è stato formalmente dato il nome."
La circoncisione di Gesù è stata tradizionalmente vista come la prima volta che il sangue di Cristo è stato versato, e quindi l'inizio del processo di redenzione dell'uomo, e una dimostrazione che Cristo era completamente umano.
In vari momenti della storia, un certo numero di chiese in Europa hanno affermato di possedere il prepuzio di Gesù, a volte contemporaneamente. Ad essa sono stati attribuiti vari poteri miracolosi. Leone Allacci, secondo quanto riferito, è arrivato al punto di sostenere che il prepuzio è diventato gli anelli di Saturno.

### Sette alternative
Nella "Ecclesia Gnostica Catholica (E.G.C.)", braccio ecclesiastico dell'Ordo Templi Orientis, fondata da Aleister Crowley, vi sono alcuni rituali che richiedono la pratica del consumo e ingestione di sperma durante la messa gnostica.
La Chiesa di San Priapo è una nuova religione nordamericana centrata sul culto del fallo. Fondata a Montréal nel 1980 da D.F. Cassidy, ha un suo seguito soprattutto tra uomini omosessuali canadesi e statunitensi; qui anche lo sperma viene trattato con la riverenza dovuta ed il suo consumo costituisce un atto di culto, essendo stimato come sacra causa della divina potenza vivificante.

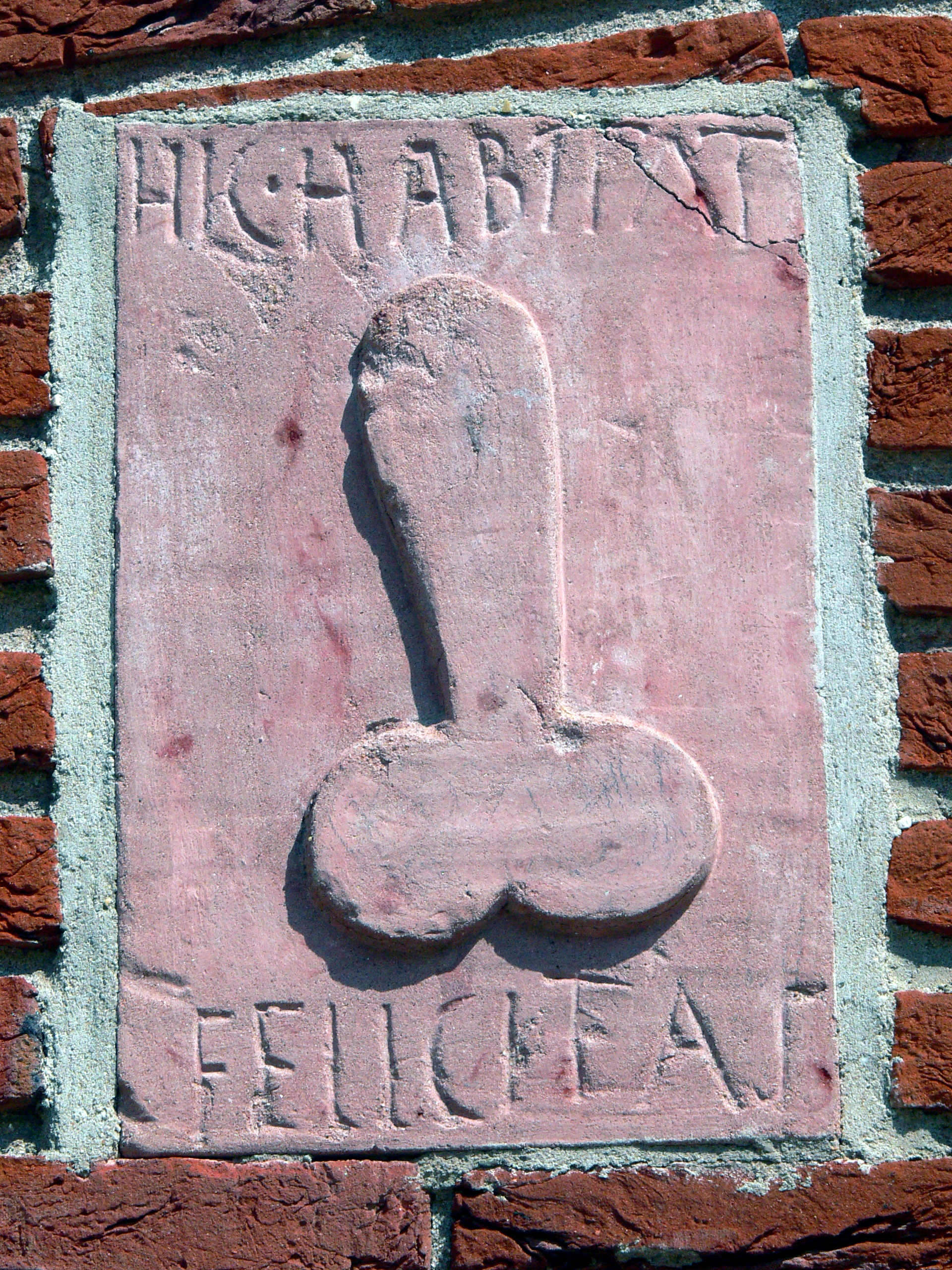
L'iscrizione latina dice: qui abita la felicità.

## Simbolo di potere
Per i Greci ed i Romani il pene era simbolo di potere: nell'antica Roma, spesso le dimensioni e la forma del pene agevolavano la carriera militare. Proprio tra i Romani, inoltre, il pene fungeva da portafortuna. Il fascinum era un amuleto fallico contro il malocchio da appendere al polso. Di qui deriva il gesto scaramantico di "toccarsi" (o di toccare il corno, a forma fallica) per attingere energia.
Tertulliano (150 d.C.-220 d.C.) diceva che durante l'orgasmo l'uomo perde una parte dell'anima: un modo antico di concepire l'energia umana, ma anche un'ammonizione morale.
Con l'avvento del cattolicesimo, il fallo, da divinità, ovviamente divenne demoniaco. : il pene, per Anselmo d'Aosta è la "verga del diavolo".
Nessun organo, diceva sant'Agostino, è più corrotto del pene.
Così nel Rinascimento papa Pio IV fece coprire gli attributi maschili a eletti e dannati nella Cappella Sistina di Michelangelo.

## Psicoanalisi
La psicoanalisi lo ha posto al centro della vita mentale, e anche nel linguaggio primeggia: l'organo sessuale maschile ha 1047 sinonimi (40 più della vulva), per esprimere i concetti più disparati, dalla forza (cazzuto), all'imbecillità (cazzone).
La visione simbolica del fallo vuole rappresentare i poteri generativi maschili. Secondo Sigmund Freud, mentre tutti i maschi possiedono un pene, nessuno può possedere il fallo simbolico. Jacques Lacan include nei suoi scritti un saggio dal titolo Il significato del fallo che articola la differenza tra essere e avere un fallo; gli uomini hanno il fallo, le donne si trovano ad essere-fallo (acquisirlo): il fallo simbolico è concetto dell'essere maschile per eccellenza, possederlo viene paragonato ad avere il dono divino.

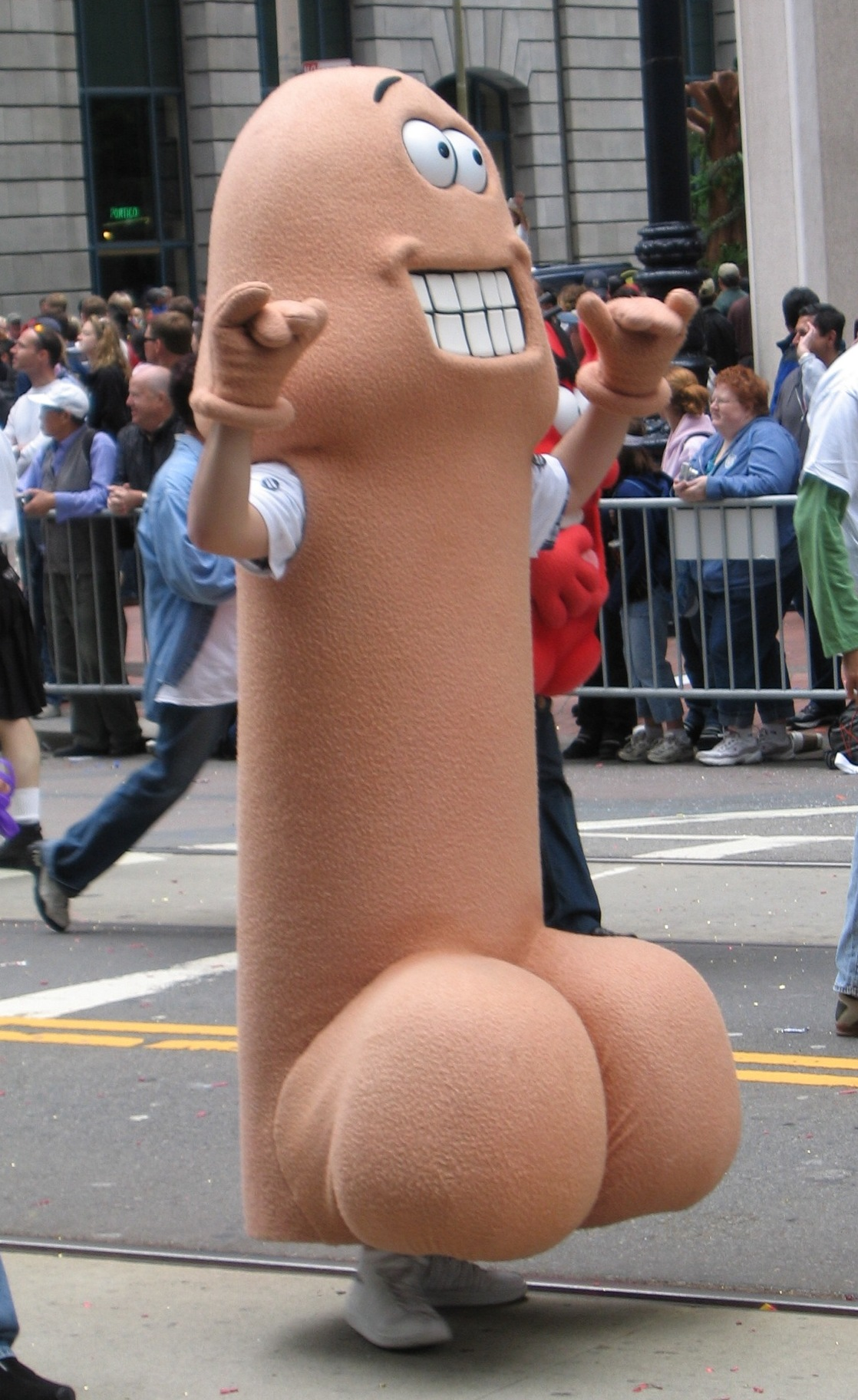
Costume di gigantesco fallo al gay pride 2005 di San Francisco.

In termini culturali, il fallocentrismo è usato per descrivere una dottrina maschilista incentrata sul potere derivante dal possesso del fallo.

## Uso moderno
Dal fallo derivano le rappresentazioni dei cornetti delle superstizioni mediterranee (per esempio a Napoli).
I culti fallici sono sopravvissuti fino ad oggi, anche se mimetizzati sotto altre forme, come la Sagra dei gigli a Nola, la Corsa dei ceri a Gubbio e durante le feste di carnevale a Firenze (cfr. Vasco Pratolini in Cronache di poveri amanti).
Il fallo è spesso usato per pubblicizzare la pornografia, così come la vendita di contraccettivo. Viene utilizzato anche per provocazioni e scherzi ed è il fulcro di molti spettacoli per adulti.
Il fallo ha avuto poi tutta una serie di nuove interpretazioni artistiche durante il XX secolo, stimolate in ciò dalle interpretazioni psicologico-psicoanalitiche. Un esempio è dato da Principessa X dello scultore modernista rumeno Constantin Brâncuși: l'opera ha creato scandalo al Salon del 1919 in quanto rappresenta la caricatura della principessa Marie Bonaparte come grande fallo di bronzo scintillante dotato di testicoli gonfi.
 L'artista ha voluto qui simboleggiare l'ossessione della Bonaparte per il pene e i suoi studi riguardanti l'orgasmo vaginale.
Esiste anche un concorso inaugurato nel 2003 che premia l'edificio più fallico costruito in ambito architettonico.
La rappresentazione di simboli fallici sotto forma di graffiti o disegni è frequentissima: quasi in ogni luogo in cui ci siano iscrizioni (ascensori, bagni pubblici, muri) è facile trovare immagini stilizzate di falli (detti ad esempio "paduli") a dimostrazione che la simbologia fallica sopravvive ancora, è diffusissima e fa parte dell'immaginario collettivo.

### Arte contemporanea
Molti scultori hanno creato opere falliche, alcune con significato più sottile ed ambiguo, altre invece con riferimenti più chiari ed evidenti. Uno di questi esempi può esser la statua in onore della rivoluzione dei garofani posizionata sulla cima di una collina a Lisbona, creata da João Cutileiro.
Un altro esempio può essere la statua denominata "Crystal" situata in una delle più importanti piazze di Stoccolma, Sergels Torg, creata da Edvin Öhrström. Può essere veduta come struttura fallica, come lo sono molti altri obelischi sparsi in tutto il mondo.

## Galleria d'immagini

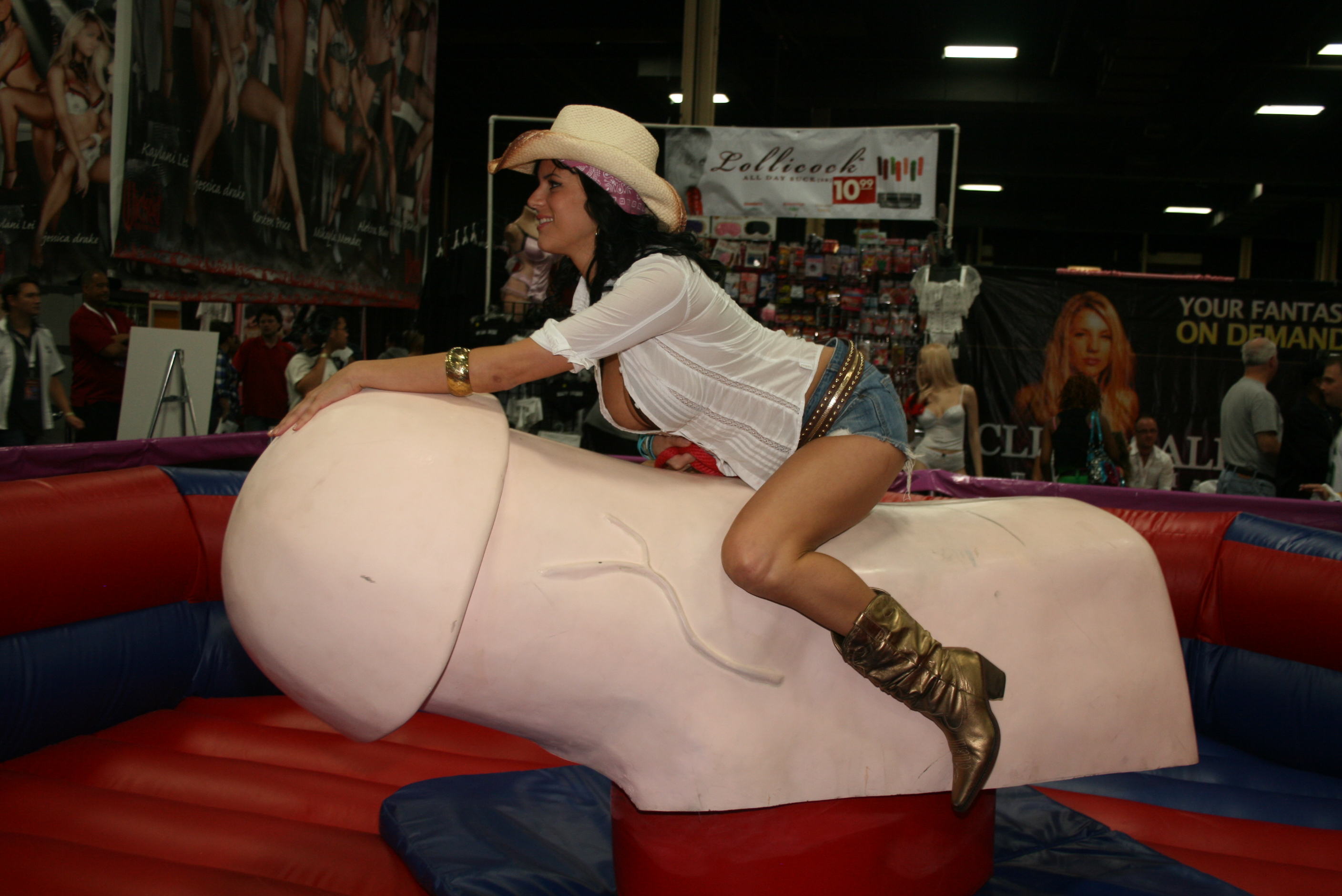
Una donna in groppa ad un grande toro meccanico di forma fallica all'Exxxotica di New York 2009
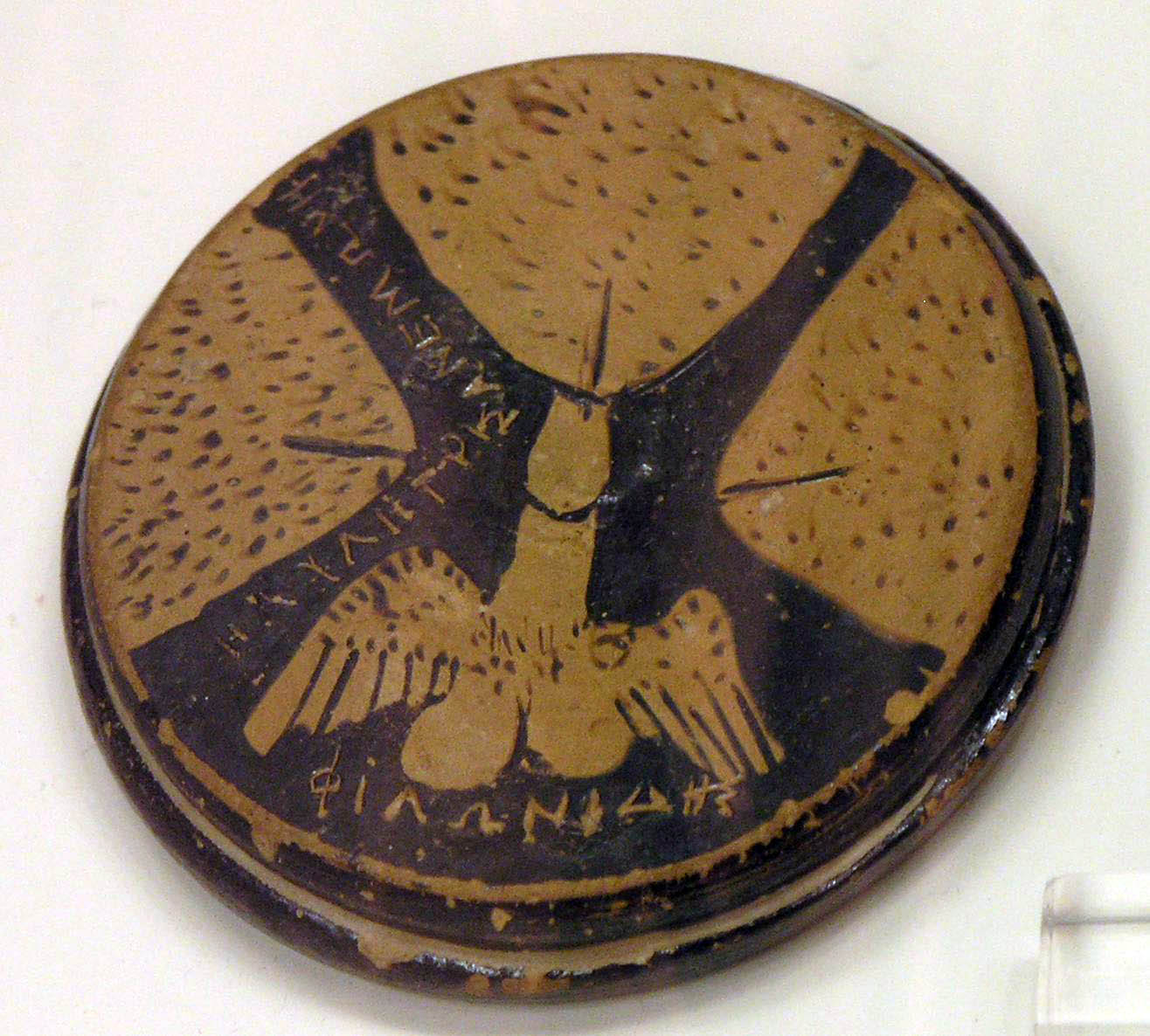
Un fallo alato in cerca della fertilità[senza fonte] (460-425 a.C.circa), al museo archeologico nazionale di Atene.